# مارک مارتینز
مارک مارتینز (انگلیسی: Marc Martínez؛ زادهٔ ۱۱ آوریل ۱۹۸۶) بازیکن فوتبال اهل اسپانیا است.
از باشگاه‌هایی که در آن بازی کرده‌است می‌توان به باشگاه فوتبال بارسلونا سی، باشگاه فوتبال اوئسکا، و باشگاه خیمناستیک تاراگونا اشاره کرد.
وی همچنین در تیم‌های ملی فوتبال زیر ۱۶ سال اسپانیا و زیر ۱۹ سال اسپانیا بازی کرده‌است.